# Häuserackerhof

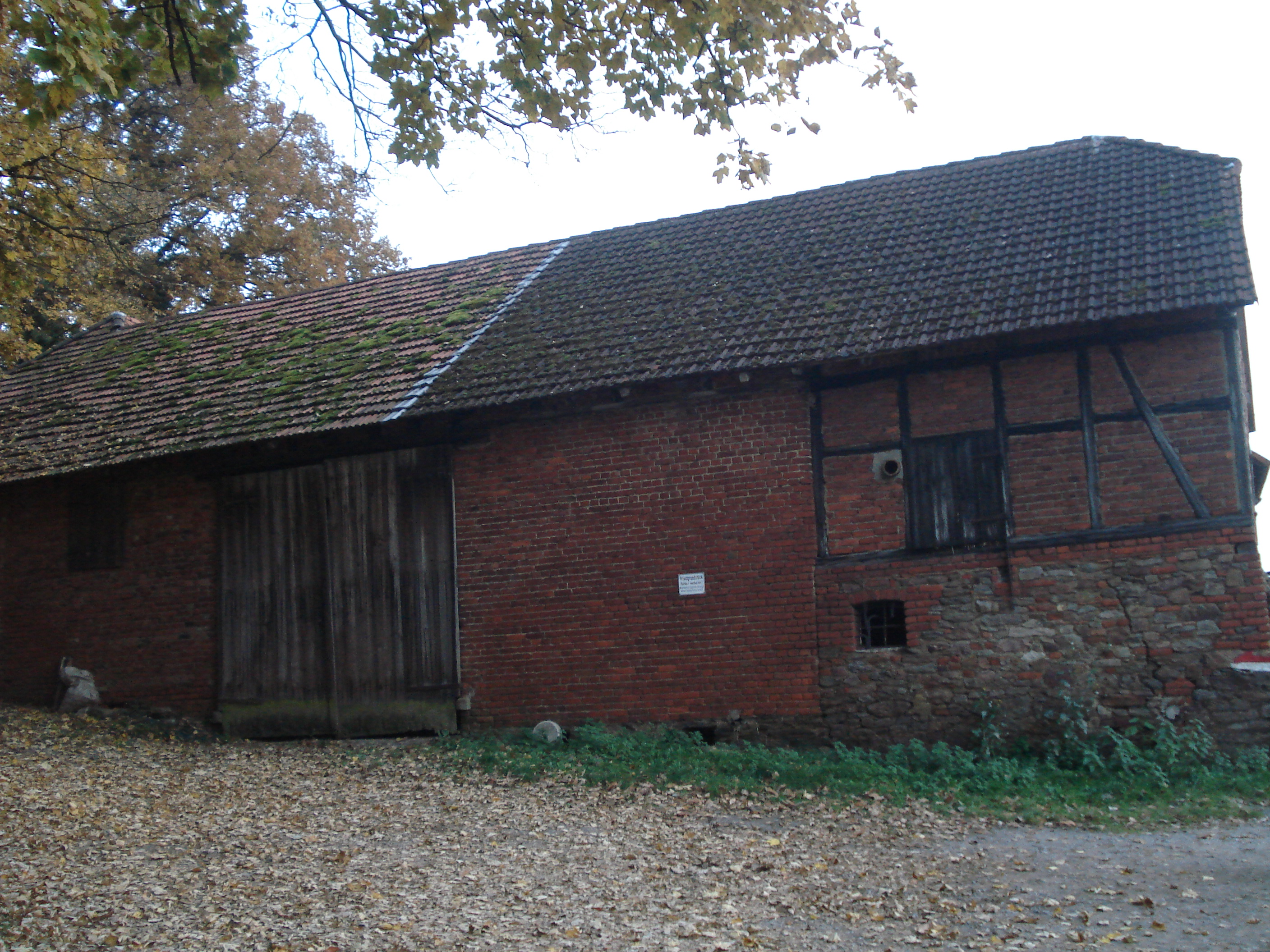
Die Scheune

Häuserackerhof (oder Heißerackerhof) ist ein Gemeindeteil der Gemeinde Kleinostheim im unterfränkischen Landkreis Aschaffenburg in Bayern.

## Geographie
Das Gehöft liegt am Rande des Spessarts zwischen Hörstein und Kleinostheim in einer Urmainsenke, südlich des vermuteten Standortes der untergegangenen Ortschaft Bruchhausen. Am Häuserackerhof endet der von Dettingen kommende europäische Kulturweg Dettinger Te Deum, der zum Gedenken der Schlacht bei Dettingen errichtet wurde. Das gleichnamige Orchesterwerk widmete Georg Friedrich Händel den siegreichen Engländern.

## Name
Lange Zeit glaubte man, der Name Heißerackerhof stammt daher, dass im Verlauf der Schlacht bei Dettingen im Jahre 1743 auf den Feldern Richtung Kleinostheim "heiß" gekämpft wurde. Deshalb soll man das Feld Heißeracker genannt haben. Diese These hat sich jedoch als falsch erwiesen.
Bei Nachforschungen fanden Heimatforscher heraus, dass die Äcker im 13. Jahrhundert unter dem Namen Häuseracker zu einem heute nicht mehr bestehenden Dorf gehörten. Diese Ortschaft könnte das damals nahegelegene Bruchhausen gewesen sein. Andere glauben, dass die Äcker zum ebenfalls wüst gefallenen Häuser Schloss auf der gegenüberliegenden Mainseite gehörten. Die auf dem Häuseracker errichteten Höfe bekamen den Namen Häuserackerhof.

## Geschichte
Am heutigen Standort der Höfe befand sich schon 1743 eine Unterkunftshütte für Forstarbeiter. Nach dem 43er Krieg wurde eine Scheune dazu gebaut. Später errichtete man ein Wohnhaus, in das ein Pächter einzog. Dieser richtete sich ein Brennhaus ein. Spaziergänger kehrten dort gerne ein und ließen sich Selbstgebrannten vorsetzen. So entstand damals schon eine typische Heckenwirtschaft. Im Jahre 1873 verkaufte der Besitzer den Hof an zwei Brüder, die den Besitz unter sich teilten und ein zweites Wohnhaus mit Stallungen errichteten. Der Bruder, dem der ältere Hof gehörte, erwarb im Jahre 1900 die Konzession für eine Gastwirtschaft.  1926 musste der Hof nach einer Brandkatastrophe komplett umgebaut werden. Dabei riss man das alte, völlig zerstörte Brennhaus ab. Politisch gehören die Höfe zu Kleinostheim, während sie kirchlich zu Dettingen zählen.